# Aldicarb
Aldicarb is een carbamaat dat wordt gebruikt als insecticide, met als brutoformule C7H14N2O2S. De stof komt voor als kleurloze kristallen en ontleedt vlak voor zijn kookpunt. Aldicarb vormt bij verbranding giftige dampen, onder andere stikstofoxiden en zwaveloxiden.
Aldicarb werd voor het eerst bereid door Payne en Weiden bij Union Carbide in 1962 en gepatenteerd in 1965. Het werd voor het eerst gebruikt in 1970. De stof bleek een bijzonder goede werking te bezitten tegen vele soorten insecten, mijten en nematoden. De stof bleek ook toxisch te zijn voor zoogdieren en mensen.
Aldicarb (merknaam: Temik) is een van de meest krachtige cholinesterase-remmers en is een neurotoxine. De acute toxiciteit van aldicarb is hoog; het is een van de meest giftige insecticiden. In de Europese Unie is het sinds 18 september 2004 niet meer toegelaten: aldicarb is niet opgenomen in de lijst van pesticiden die door de Europese Unie zijn toegelaten, hoewel het af en toe illegaal gebruikt wordt, onder meer voor het vergiftigen van roofvogels.